# Pallacanestro 3x3 maschile ai I Giochi europei
Le gare del torneo di pallacanestro 3x3 ai I Giochi europei si sono svolte dal 23 al 26 giugno 2015 alla Basketball Arena di Baku.
Come già ai Giochi olimpici giovanili, i tornei si sono tenuti nel formato 3 contro 3.

## Classifica
| Pos.    | Team        | Formazione                                                                                                 |
| ------- | ----------- | --- |
| Oro     | Russia      | Russia 3×31 Aleksandrov, 2 Pavlov, 3 Kanygin, 4 Lagutin, All. -                                            |
| Argento | Spagna      | Spagna 3×31 Martín, 2 Llorca, 3 de la Fuente, 4 Trabado, All. -                                            |
| Bronzo  | Serbia      | Serbia 3×38 Majstorović, 11 Domović Bulut, 13 Ždero, 17 Savić, All. -                                      |
| 4.      | Slovenia    | Slovenia 3×37 Eržen, 8 Krejič, 10 Jeršin, 15 Troppan, All. -                                               |
| 5.      | Azerbaigian | Azerbaigian 3×35 Alijevas, 7 Hacıyeva, 14 Hamzayev, 15 Moses, All. -                                       |
| 6.      | Rep. Ceca   | Rep. Ceca 3×35 Zachrla, 6 Zbránek, 7 Tomanec, 8 Švrdlík, All. -                                            |
| 7.      | Grecia      | Grecia 3×34 Papantōniou, 8 Rallatos, 13 Mpogrīs, 14 Kaselakīs, All. -                                      |
| 8.      | Lituania    | Lituania 3×36 Varanauskas, 10 Marčiukaitis, 11 Lukša, 12 Tarvydas, All. -                                  |
| 9.      | Italia      | Italia 3×313 Verri, 23 Negri, 55 Zampolli, 00 Mariani, All. -                                              |
| 10.     | Romania     | Romania 3×31 Popescu, 2 Crăciun, 3 Vlaicu, 4 Santana-Castillo, All. -                                      |
| 11.     | Belgio      | Belgio 3×34 Loubry, 5 Celis, 7 Chada, 12 Marien, All. -                                                    |
| 12.     | Andorra     | Andorra 3×38 Jos. Fernandez Villarubla, 9 Jor. Fernandez Villarubla, 15 Casals, 16 Gabriel Morilla, All. - |
| 13.     | Estonia     | Estonia 3×33 Dorbek, 4 Lindmets, 5 Oja, 6 Raudla, All. -                                                   |
| 14.     | Turchia     | Turchia 3×39 Yılmaz, 15 Aksoyak, 21 Ekmen, 61 Dinler, All. -                                               |
| 15.     | Israele     | Israele 3×38 Stroosky, 9 Bet Yosef, 15 Huber, 21 Ermichin, All. -                                          |
| 16.     | Svizzera    | Svizzera 3×310 Tolusso, 11 Atcho, 12 Stevanović, 13 Molteni, All. -                                        |